# 펑빈
펑빈(중국어 간체자: 冯彬, 정체자: 馮彬, 병음: Féng Bīn, 한자음: 풍빈, 1994년 4월 3일~)은 중화인민공화국의 육상 선수로 주 종목은 원반던지기이다. 2024 하계 올림픽에서 여자 원반던지기 부문 금메달을 획득했으며, 세계 선수권 대회에서 금메달 1개와 은메달 1개를 획득했다.